# Бесси
Бесси́ (фр. Bessy) — коммуна во Франции, находится в регионе Шампань — Арденны. Департамент — Об. Входит в состав кантона Мери-сюр-Сен. Округ коммуны — Ножан-сюр-Сен.
Код INSEE коммуны — 10043.
Коммуна расположена приблизительно в 130 км к востоку от Парижа, в 55 км юго-западнее Шалон-ан-Шампани, в 29 км к северу от Труа.

## Население
Население коммуны на 2008 год составляло 131 человек.
| 1962 | 1968 | 1975 | 1982 | 1990 | 1999 | 2008 |
| ---- | ---- | ---- | ---- | ---- | ---- | ---- |
| 114  | 115  | 102  | 103  | 105  | 122  | 131  |

## Экономика

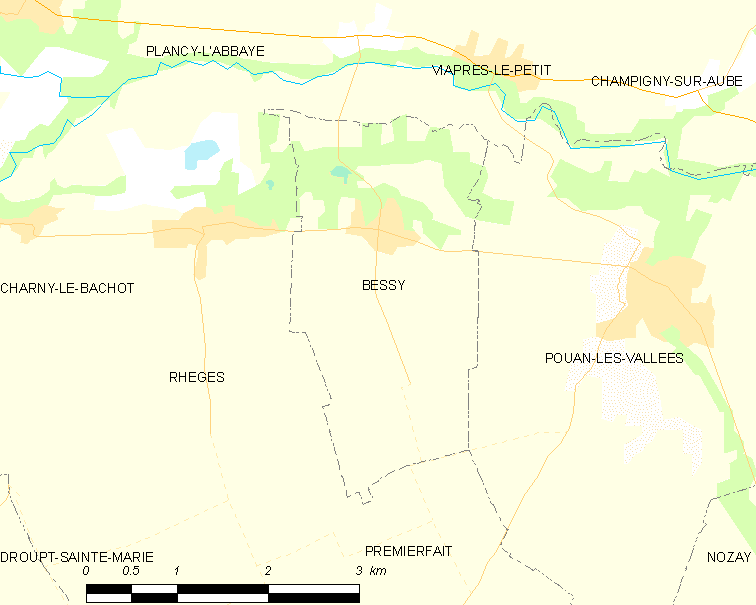
Карта коммуны

В 2007 году среди 83 человек в трудоспособном возрасте (15—64 лет) 60 были экономически активными, 23 — неактивными (показатель активности — 72,3 %, в 1999 году было 70,7 %). Из 60 активных работали 54 человека (32 мужчины и 22 женщины), безработных было 6 (2 мужчины и 4 женщины). Среди 23 неактивных 6 человек были учениками или студентами, 9 — пенсионерами, 8 были неактивными по другим причинам.